# Samlingsregering
En samlingsregering eller samlingsministär är en regering som bildas av representanter från alla eller de flesta av de politiska partierna i parlamentet. Detta sker vanligen vid ett krig eller annan krissituation.

## Samlingsregeringar i olika länder

### Frankrike
Frankrikes provisoriska regering som regerade efter andra världskriget (från 1944 till 1946) dominerades av kommunistpartiet (PCF), socialistpartiet SFIO och det av Georges Bidault grundade kristdemokratiska MRP.

### Israel
Staten Israel har haft flera samlingsregeringar, där det israeliska arbetarpartiet och högerpartiet Likud bildat koalition.

### Kanada
Newfoundland hade samlingsregering under första världskriget. De konservativa frågade även liberalerna om de inte kunde vara med och styra Kanada med samlingsregering, men liberalerna sa nej. Under andra världskriget gick det konservativa partiet under namnet National Government i samband med valet 1940.

### Luxemburg
Luxemburg hade samlingsregering under första världskriget. Den bildades 1916. En samlingsregering i Luxemburg bildades också i november 1945, i kampen för att få landet på fötter efter igen andra världskriget, och den satt fram till 1947.

### Schweiz
I Schweiz är samlingsregering standard sedan 1959. De fyra största partierna i Förbundsförsamlingen bildar alltid regering.

### Storbritannien
Storbritannien hade samlingsregering under första världskriget, stora depressionen och andra världskriget.

### Sverige
I Sverige har samlingsregeringar bildats under unionskrisen med Norge 1905 (Regeringen Lundeberg) och i samband med andra världskriget (Regeringen Hansson III från 13 december 1939 till 31 juli 1945).

### USA
Under det amerikanska inbördeskriget satt republikanen Abraham Lincoln sin andra period som USA:s president med demokraten Andrew Johnson som vicepresident.

### Österrike
Österrike hade samlingsregeringar 1918 och 1919 under Karl Renner och från 1945 till 1947 med socialdemokrater, konservativa och kommunister, under svårigheterna efter första och andra världskriget.